# Contre-jour

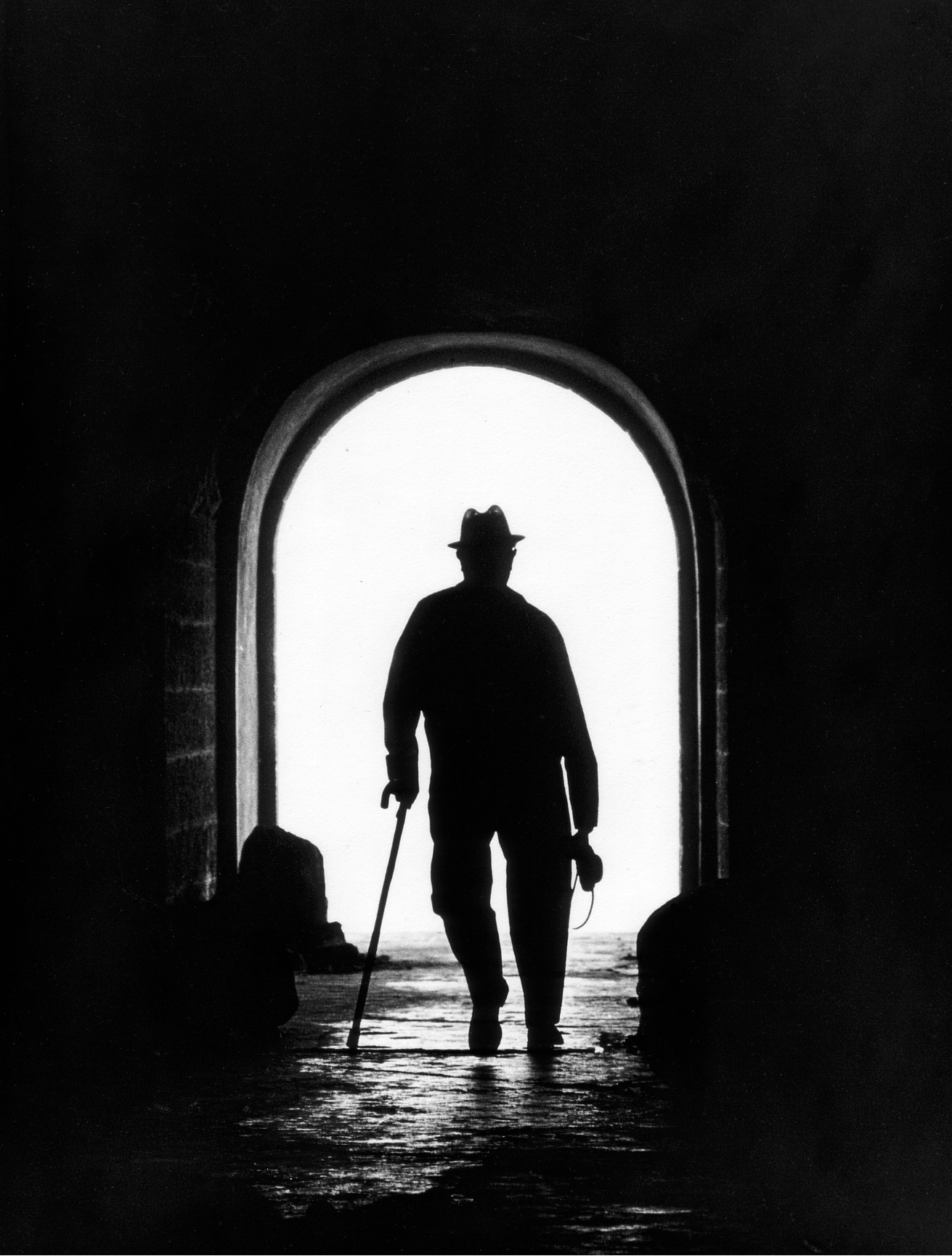
A contre-jour kiemeli az emberalak körvonalait és az alagút bejáratát. A föld visszatükröződései mutatják az ember helyzetét

A contre-jour (franciául „fénnyel szemben”, magyarul: ellenfény) kifejezést azokra a fényképekre használják, ahol a kamerát egyenesen a fényforrásba irányították.
A contre-jour erős háttérvilágítást ad a fényképnek. Ez a hatás rendszerint erőteljes világos-sötét kontrasztot idéz elő, elrejtve a részleteket, kiemelve a körvonalakat, sziluettet alakítva.
A főleg német eredetű magyar filmszakma ma is gegenlicht néven ismeri.

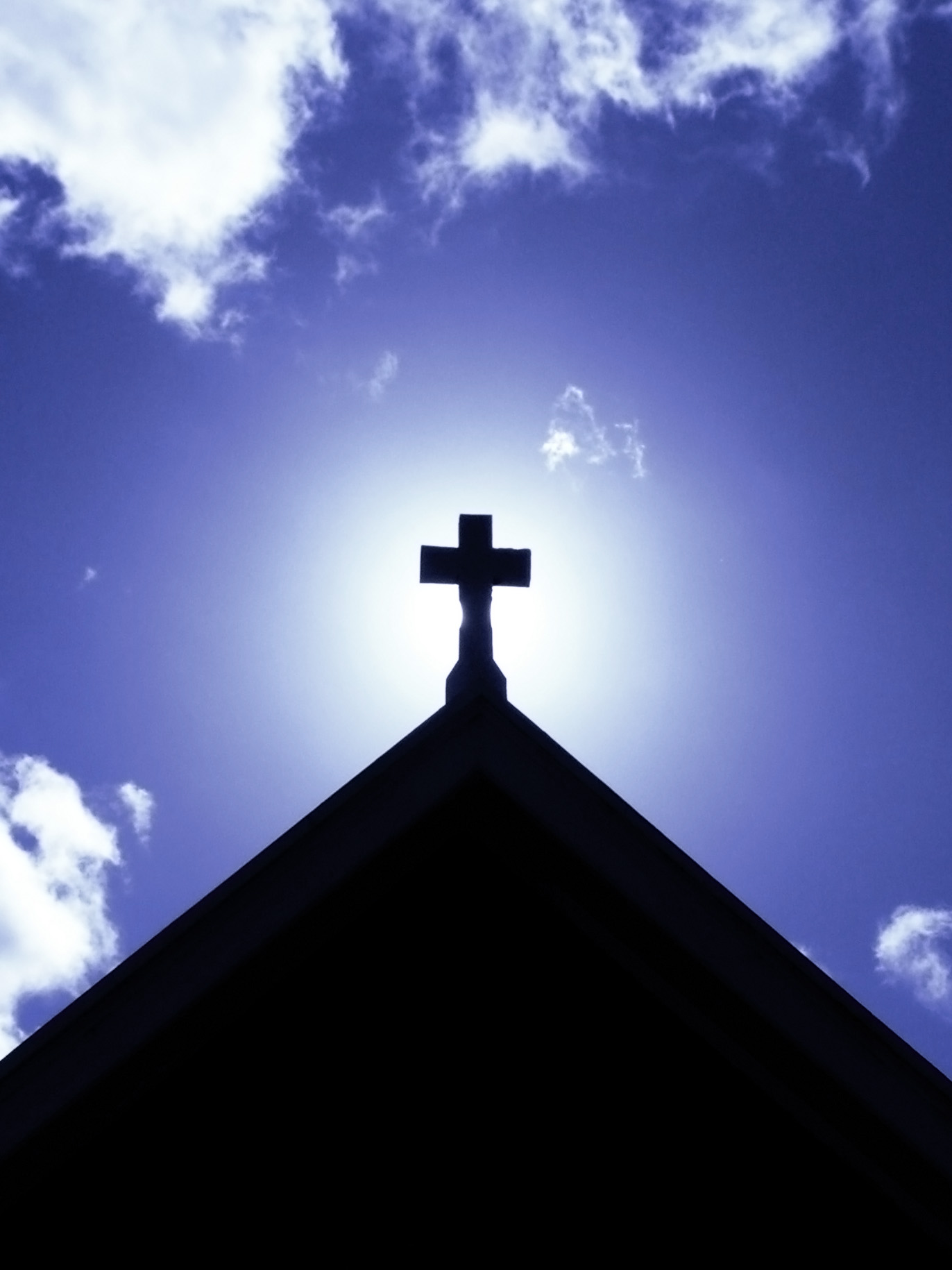
Templom tetőzete
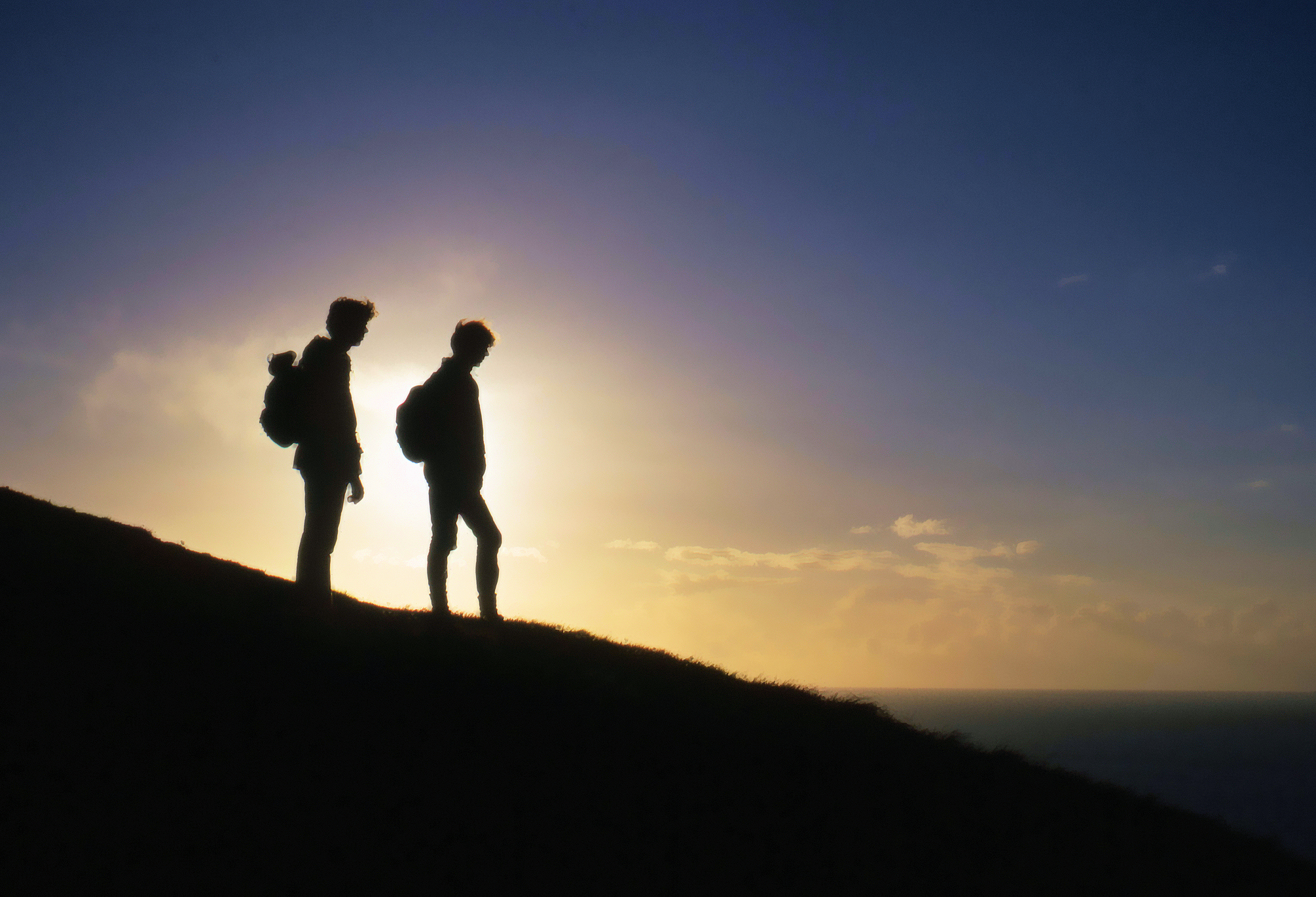
Két sétáló egy angliai tengerparton
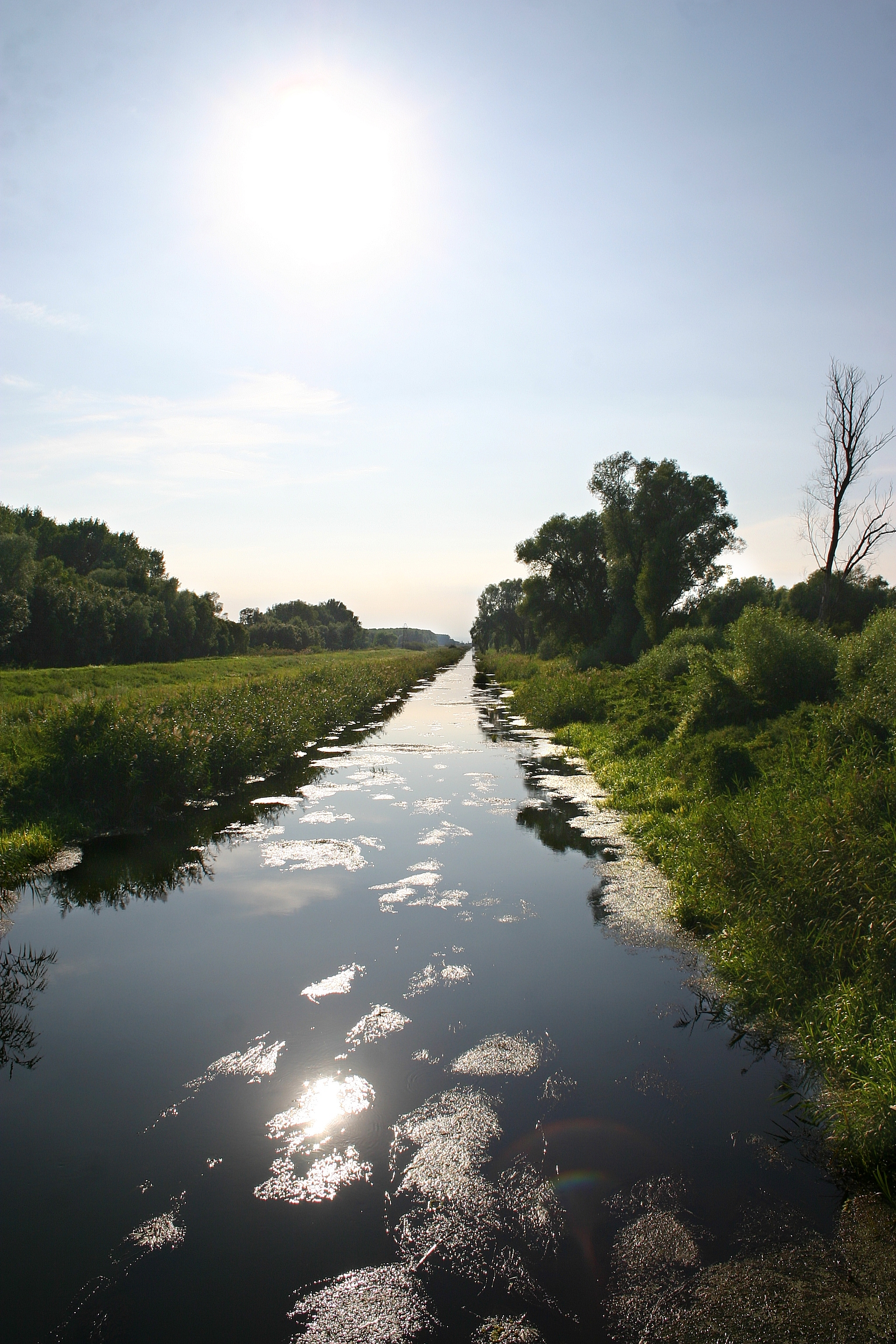
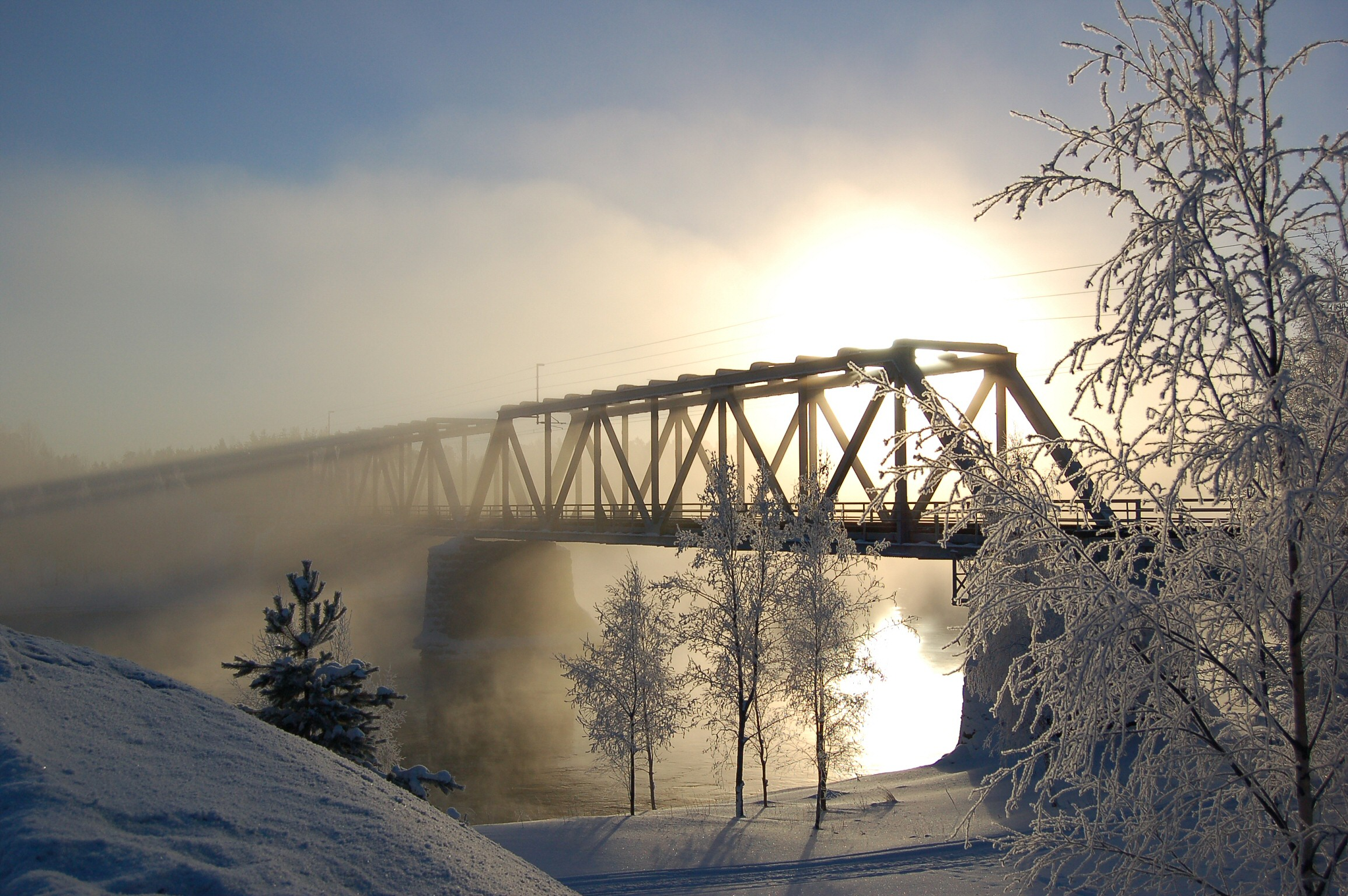
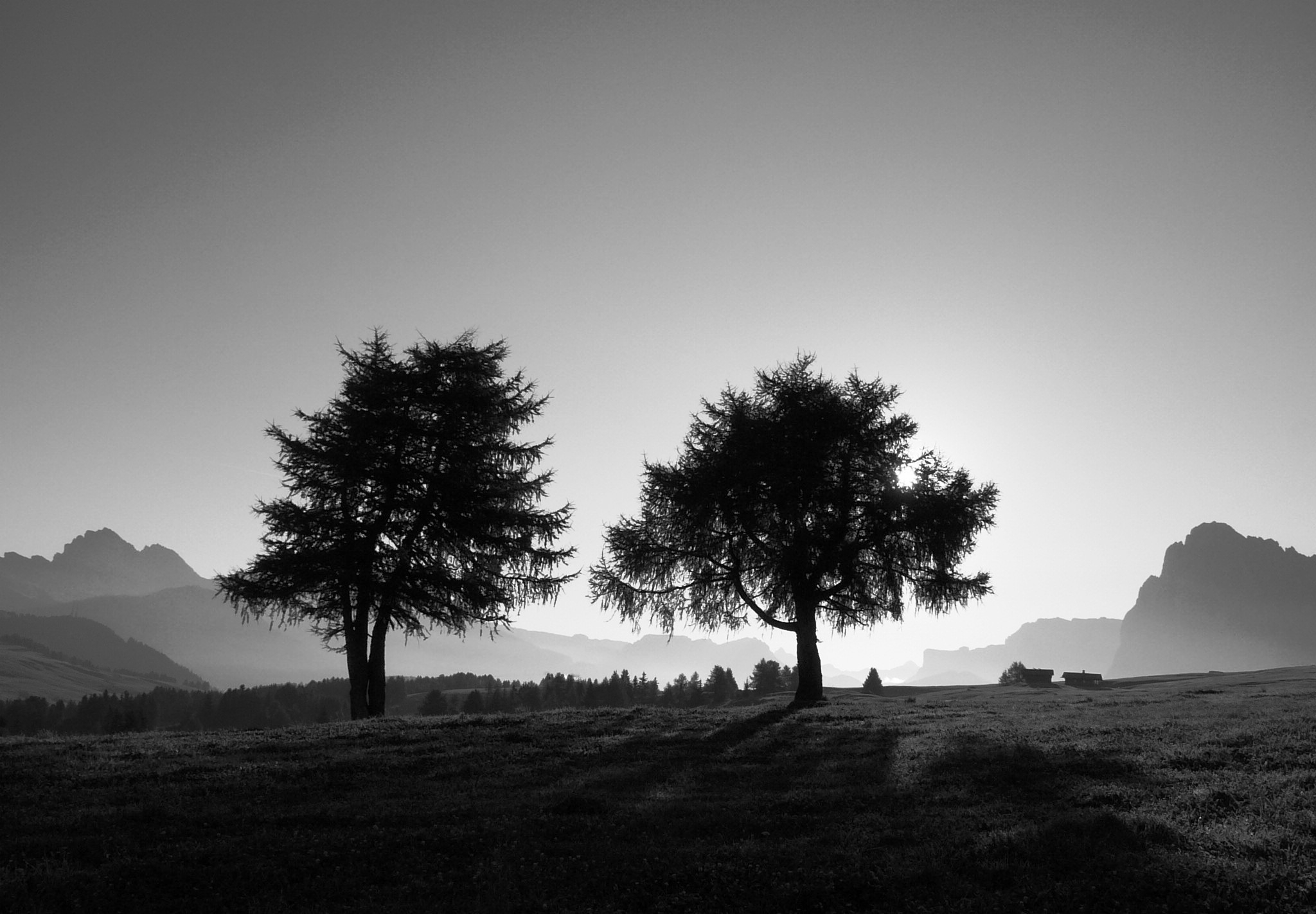
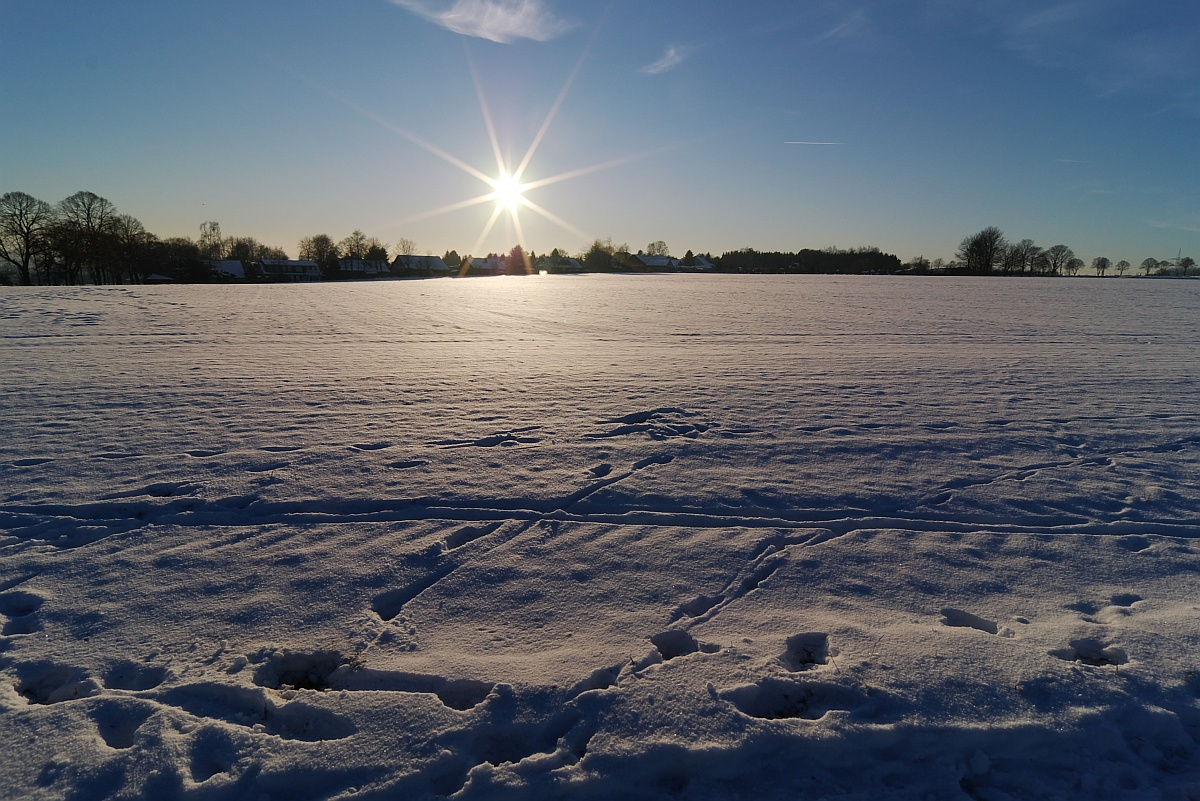